# Sistenup
Der Sistenup (norwegisch für Letzter Gipfel) ist ein niedriger Berg im ostantarktischen Königin-Maud-Land. Er ragt 8 km nördlich des Sistefjell am nordöstlichen Ende der Kirwanveggen auf.
Norwegische Kartographen, die den Berg nach seiner geographischen Lage benannten, kartierten ihn anhand von Vermessungen und Luftaufnahmen der Norwegisch-Britisch-Schwedischen Antarktisexpedition (1949–1952) und von 1958 bis 1959 entstandenen Luftaufnahmen der Dritten Norwegischen Antarktisexpedition (1956–1960).